# IL13RA1
IL13RA1 (англ. Interleukin 13 receptor subunit alpha 1) – білок, який кодується однойменним геном, розташованим у людей на X-хромосомі. Довжина поліпептидного ланцюга білка становить 427 амінокислот, а молекулярна маса — 48 760.
| 10         |  | 20         |  | 30         |  | 40         |  | 50         |
| ---------- |  | ---------- |  | ---------- |  | ---------- |  | ---------- |
| MEWPARLCGL |  | WALLLCAGGG |  | GGGGGAAPTE |  | TQPPVTNLSV |  | SVENLCTVIW |
| TWNPPEGASS |  | NCSLWYFSHF |  | GDKQDKKIAP |  | ETRRSIEVPL |  | NERICLQVGS |
| QCSTNESEKP |  | SILVEKCISP |  | PEGDPESAVT |  | ELQCIWHNLS |  | YMKCSWLPGR |
| NTSPDTNYTL |  | YYWHRSLEKI |  | HQCENIFREG |  | QYFGCSFDLT |  | KVKDSSFEQH |
| SVQIMVKDNA |  | GKIKPSFNIV |  | PLTSRVKPDP |  | PHIKNLSFHN |  | DDLYVQWENP |
| QNFISRCLFY |  | EVEVNNSQTE |  | THNVFYVQEA |  | KCENPEFERN |  | VENTSCFMVP |
| GVLPDTLNTV |  | RIRVKTNKLC |  | YEDDKLWSNW |  | SQEMSIGKKR |  | NSTLYITMLL |
| IVPVIVAGAI |  | IVLLLYLKRL |  | KIIIFPPIPD |  | PGKIFKEMFG |  | DQNDDTLHWK |
| KYDIYEKQTK |  | EETDSVVLIE |  | NLKKASQ    |  |            |  |            |

A: Аланін

C: Цистеїн

D: Аспарагінова кислота

E: Глутамінова кислота

F: Фенілаланін

G: Гліцин

H: Гістидин

I: Ізолейцин

K: Лізин

L: Лейцин

M: Метіонін

N: Аспарагін

P: Пролін

Q: Глутамін

R: Аргінін

S: Серин

T: Треонін

V: Валін

W: Триптофан

Кодований геном білок за функцією належить до рецепторів. 
Задіяний у такому біологічному процесі, як альтернативний сплайсинг. 
Локалізований у мембрані.